# NMEA
National marine electronics association, NMEA är en organisation vars medlemmar är verksamma inom marinelektronik. Organisationens syfte är att skapa gemensamma standarder för marinelektronik.

## Standarder

### NMEA 0183
En standard som bygger på seriell dataöverföring enligt RS422 med en talare (sändare) och valfritt antal lyssnare (mottagare), till exempel en kompass som skickar information till radar, ECDIS, autopilot och så vidare.
NMEA står för The National Marine Electronics Association och är organisationen bakom standarden. GPS system som använder standarden skickar datan i klartext där uppdateringshastigheten varierar. Vanligt är 1 sec. uppdatering. Meningar som skickas följer en standard där antalet olika meningar är så många att endast de vanligaste presenteras:
$GPAAM - Waypoint Arrival Alarm

$GPBOD - Bearing, Origin to Destination

$GPBWW - Bearing, Waypoint to Waypoint

$GPGGA - Global Positioning System Fix Data

$GPGLL - Geographic Position, Latitude/Longitude

$GPGSA - GPS DOP and Active Satellites

$GPGST - GPS Pseudorange Noise Statistics

$GPGSV - GPS Satellites in View

$GPHDG - Heading, Deviation & Variation

$GPHDT - Heading, True

$GPRMB - Recommended Minimum Navigation Information

$GPRMC - Recommended Minimum Specific GPS/TRANSIT Data

$GPRTE - Routes

$GPVTG - Track Made Good and Ground Speed

$GPWCV - Waypoint Closure Velocity

$GPWNC - Distance, Waypoint to Waypoint

$GPWPL - Waypoint Location

$GPXTE - Cross-Track Error, Measured

$GPXTR - Cross-Track Error, Dead Reckoning

$GPZDA - UTC Date/Time and Local Time Zone Offset

$GPZFO - UTC and Time from Origin Waypoint

$GPZTG - UTC and Time to Destination Waypoint

Mer information om avkodning och hur dessa är uppbyggda återfinns lättast om man gör en sökning på google.

### NMEA 2000
En nyare standard som bland annat tillåter flera talare i ett system. NMEA 2000 bygger på CAN istället för RS422.